# José Ramos Perfeito
José Ramos Perfeito é um escritor português, nascido em 1973, em Gonçalo, concelho da Guarda.

## Biografia
Fez os seus estudos secundários no Colégio de São José e no Seminário Maior da Guarda.
Prestou o serviço militar na Força Aérea Portuguesa, na especialidade de MMT-OPSAS.
Foi trabalhador da Rodoviária Nacional E.P. na qual foi eleito dirigente sindical pela FESTRU- CGTP-IN, exercendo a tempo inteiro o cargo de dirigente, durante a pós-privatização e RNIP, como responsável pela negociação colectiva de vários sectores e empresas, sinditárias do universo RNEP.
Fez parte da frente sindical que seguiu a falência da MB Pereira da Costa e foi membro da União de sindicatos de Torres Vedras em representação do STRUC.
Tem formação profissional em Direito do Trabalho pelo IBJC.
Trabalhou como Técnico de legislação rodoviária Europeia no Unite the Union, no Departamento de transportes na Transport House em Londres.
Faz parte do Comité organizador do Marxism, SWP em Londres.
Foi aluno da Faculdade de Direito de Lisboa e do Ruskin College em Oxford onde Completou ILTUS.
Foi eleito representante dos serviços culturais e da organização dos Governos Locais no UNISON.
Reside em Banbury, Oxfordshire, no Reino Unido, onde desempenha as funções de director dos serviços das bibliotecas móveis do Oxfordshire County Council na região norte do condado, mantendo todos os dias a divulgação da cultura e da educação pelas mais variadas localidades do Condado de Oxfordshire.

## Obras
- Anatomia de um Regicídio -[2] editado pela Guerra e Paz em 2008, é um romance histórico ficcionado, sobre o Regicídio de 1908 de D. Carlos I, penúltimo Rei Português e de seu filho o príncipe D. Luis Filipe, o herdeiro directo do trono Português.A vertente social e humana está presente neste romance que descreve, não só os preparativos e os desenvolvimentos do regicídio, mas também caracteriza os envolvidos e as suas próprias vidas e razões, além de procurar transmitir de uma forma ligeira e de fácil leitura,o envolvimento humano e emocional,o próprio acontecimento histórico e a sociedade da altura.

- Titanic - Memórias Portuguesas - [3]Editado pela Chiado Publishing, em 2014, é um romance ficionado que retrata fielmente a viagem de quatro Portugueses no fatídico navio Inglês, descrevendo toda a história da White Star e a construção do TITANIC. É um romance em retrospectiva, ligando a história do momento em que a acção decorre e a onda de emigração, tão actual hoje como na altura. Descreve as condições de vida dos madeirenses, dos engenhos de açucar no início do Sec. XX.